# Milton-Madison Bridge
Die Milton-Madison Bridge ist eine durchgehende Fachwerkbrücke, die Milton, Kentucky und Madison, Indiana miteinander verbindet. Sie wird täglich von etwa 10.000 Fahrzeugen befahren.
Von 2011 bis 2014 wurde die Brücke durch einen Neubau ersetzt.

## Beschreibung

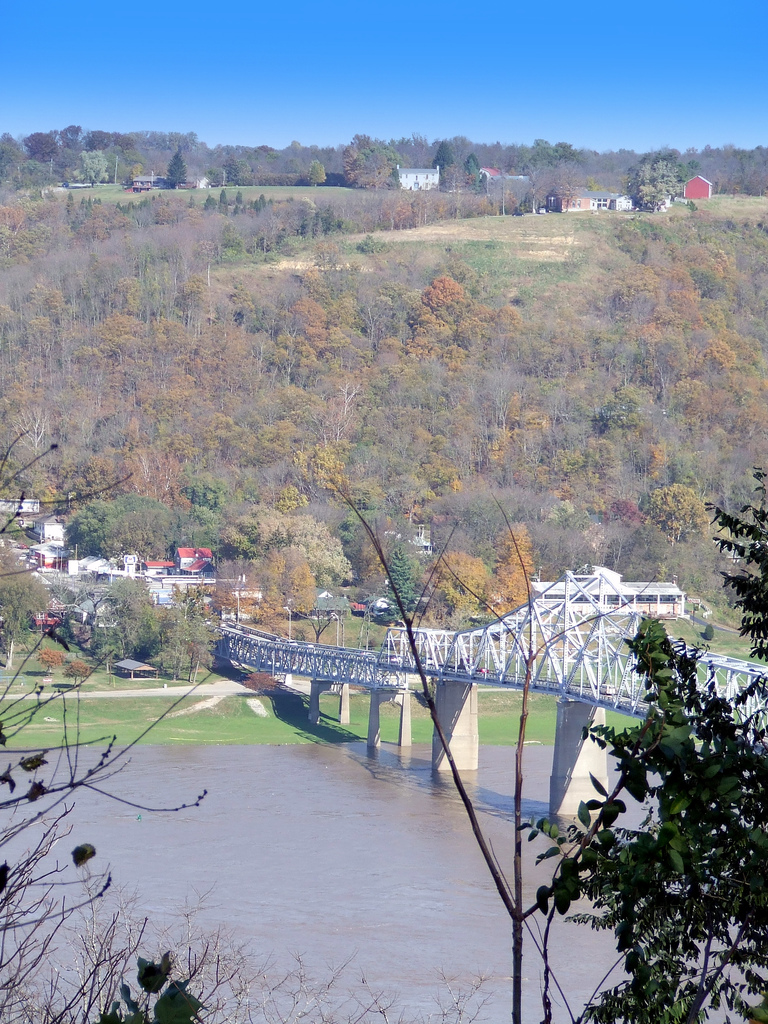
Alte Milton-Madison Bridge von Milton aus gesehen

Diese zweistreifige Brücke für den Fahrzeugverkehr überquert den Ohio River im Zuge des U.S. Highway 421. Die Hauptspanne der 971 m langen Konstruktion misst 183 m. Die Breite der Brücke auf dem Niveau der Fahrbahn beträgt 6,1 m, die lichte Durchfahrtshöhe für Fahrzeuge beläuft sich auf 5,1 m. Das Bauwerk ist die einzige Fahrzeugbrücke am Ohio River im Verlauf von 42 km flussaufwärts (der Markland Bridge bei Vevay) und 51 km flussabwärts (der Lewis and Clark Bridge in Louisville).
Diese Brücke liegt auf dem kürzesten Weg zwischen Indianapolis und Lexington, Kentucky.

## Geschichte
Der Bau der Brücke wurde 1928 in Angriff genommen und 1929 fertiggestellt, die Baukosten betrugen 1.365.101,84 US-Dollar. Für den Verkehr freigegeben wurde das Bauwerk am 20. Dezember 1929. Bis zum 1. November 1947 wurde für die Benutzung eine Maut erhoben.
Die Brücke wurde 1997 erneuert, nachdem eine 1995 durchgeführte Studie zum Standort eines Neubaus zu keinem Ergebnis kam. Die Erneuerungsmaßnahmen kosteten zehn Millionen US-Dollar.

## Neubau
Der Neubau sieht der alten Brücke optisch ähnlich und hat 103 Mio. $ gekostet. Die neuen Brückenträger wurden von 2011 bis 2012 auf temporären Brückenpfeiler neben den alten errichtet. Im Juni 2013 wurde der Verkehr auf die temporäre neue Brücke umgeleitet. Anschließend wurde die alte Brücke gesprengt und bis Januar 2014 abgerissen. Im April 2014 wurde die neue Brücke wieder auf die alten Brückenträger geschoben.